# Джаксън (окръг, Западна Вирджиния)
Вижте пояснителната страница за други населени места с името Джаксън.
Окръг Джаксън (на английски: Jackson County) е окръг в щата Западна Вирджиния, Съединени американски щати. Площта му е 1222 km², а населението – 29 234 души (2012). Административен център е град Рипли.